# Дениченко, Исай Петрович
Исай Петрович Дениченко (1 октября 1899, Матвеево-Курганский район, Таганрогский округ — 2 февраля 1980, Донецкая область) — старший сержант Рабоче-крестьянской Красной армии, участник Великой Отечественной войны, Герой Советского Союза (1944).

## Биография
Исай Дениченко родился 19 сентября (по новому стилю — 1 октября) 1899 года в селе Екатериновка (ныне — Матвеево-Курганский район Ростовской области) в крестьянской семье. Получил начальное образование. С 1910 года вместе с родителями проживал в Оренбургской губернии. В 1918 году Дениченко добровольно пошёл на службу в Рабоче-крестьянскую Красную армию. Участвовал в Гражданской войне, воевал в 24-й Самаро-Ульяновской Железной дивизии, за боевые отличия был награждён орденом Красного Знамени РСФСР. Демобилизовавшись, работал животноводом в совхозе Каинды-Кумакский Адамовского района Оренбургской области.
В апреле 1943 года Дениченко был призван на службу в Рабоче-крестьянскую Красную армию. С мая того же года — на фронтах Великой Отечественной войны. Принимал участие в боях на Центральном, 1-м и 2-м Украинских фронтах. Участвовал в освобождении Смоленской области, Украинской ССР, Польши, боях в Германии. К марту 1944 года красноармеец Исай Дениченко командовал отделением 2-й механизированной бригады 5-го механизированного корпуса 6-й танковой армии 2-го Украинского фронта. Отличился во время освобождения Винницкой области Украинской ССР.
19 марта 1944 года Дениченко одним из первых в своём подразделении ворвался в Могилёв-Подольский. Когда немецкая артиллерия начала обстреливать советские войска с возвышенностей на правом берегу Днестра, Дениченко вместе с 20 солдатами на подручных средствах переправился через реку и захватил небольшой плацдарм. Противник предпринял несколько контратак, однако все они были отбиты. В тех боях группа уничтожила более шестидесяти солдат и офицеров противника. Действия Дениченко и его группы способствовали успешному форсированию Днестра советскими войсками.
Указом Президиума Верховного Совета СССР от 13 сентября 1944 года за «образцовое выполнение боевых заданий командования на фронте борьбы с немецкими захватчиками и проявленные при этом мужество и героизм» красноармеец Исай Дениченко был удостоен высокого звания Героя Советского Союза с вручением ордена Ленина и медали «Золотая Звезда» за номером 5910.
После окончания войны Дениченко был демобилизован. Проживал в Шахтёрском районе Донецкой области Украинской ССР, работал в колхозе. Умер 2 февраля 1980 года, похоронен в селе Великая Шишовка.
Был также награждён орденами Красного Знамени, Красной Звезды, Славы 3-й степени, а также рядом медалей.
В честь Дениченко названа улица в посёлке Теренсай Адамовского района Оренбургской области.